# Paul Jaccard
Paul Jaccard ( 18 de noviembre de 1868 , Sainte-Croix - 9 de mayo de 1944 , Zúrich) fue un ecólogo, profesor de botánica, fisiólogo vegetal de la Escuela Politécnica Federal de Zúrich. Estudió en la Universidad de Lausana y en la ETH Zúrich, obteniendo su PhD en 1894. Continuó estudios en París con Gaston Bonnier.
Desarrolló el índice Jaccard de similitud (que llamó coeficiente de comunidad) y publicó en 1901.
También introdujo el uso de la relación especies-a-géneros (que llamó coeficiente genérico) en biogeografía. En los años 20, Paul Jaccard se enfrentó en una disputa con el botánico y fitogeógrafo finés Alvar Palmgren, acerca de la interpretación de la reelación especies-a-genus, como evidencia del principio de exclusión competitiva (como afirmaba P. Jaccard) o atribuible al muestreo azaroso (como mantenía Palmgren).